# Noor Husin
Noor Husin est un footballeur international afghan né le 3 mars 1997 à Mazâr-e Charîf. Il évolue au poste de milieu de terrain avec le club anglais de Southend United FC.

## Biographie

### En club
Husin naît à Mazâr-e Charîf en Afghanistan. À l'âge de cinq ans, il fuit avec sa famille son pays qui est ravagé par la guerre, et se réfugie en Angleterre.
Formé à Reading, il signe son premier contrat professionnel en 2014 mais n'apparaît jamais avec l'équipe première.
Lors de la saison 2015-16, il est prêté à Hemel Hempstead Town en National League South. Dès ses débuts, le 17 octobre 2015, il marque son premier but lors d'un match nul 2-2 à Dartford. Il retourne à Reading en janvier 2016.
En août 2016, il rejoint Crystal Palace. Il effectue quelques apparitions sur le banc en première partie de saison, mais n'entre pas en jeu. En janvier 2017, il est prêté à Accrington Stanley en League Two. Il marque dès son premier match, le 4 février 2017, lors d'une victoire 2-0 face à Notts County. 
En janvier 2018, il s'engage  un an et demi avec Notts County, qui évolue en League Two. Il score la première fois le 3 février 2018, lors d'une victoire 4-1 face à Crewe Alexandra. Le club termine 5e, mais échoue aux playoffs. Durant la saison 2018-19, il joue peu et le club est relégué en National League.
Il reste en League Two, du côté de Stevenage. De moins en moins utilisé au fil de la saison, il quitte le club en février 2020.
Il s'engage en National League South avec Dartford. Il y marque son premier but le 14 mars 2020, lors d'une victoire 3-0 face à Chelmsford City.

### En équipe nationale
Il honore sa première sélection en équipe d'Afghanistan le 20 mars 2019, lors d'un match amical contre l'équipe d'Oman (défaite 5-0). Par la suite, il participe aux éliminatoires du mondial 2022. Il dispute cinq matchs de ces éliminatoires en 2019.